# Онуфриев, Иван Николаевич (художник)
Онуфриев Иван Николаевич (23(10) июля 1873, дер. Беляевская, Ляховское сельское общество, Черевковская волость, Сольвычегодский уезд, Вологодская губерния — 21 августа 1948, с. Черевково, Архангельская область), художник, фотограф.
Из семьи зажиточного крестьянина. По обету родителей был отдан в послушники Соловецкого монастыря, где учился в иконописной мастерской. По приглашению академика В.А. Серебрякова, главного художника Священного Синода, работал у него в мастерской в Петербурге, затем у художника и скульптора М. О. Микешина. С 1894 г. работал самостоятельно. В 1916-1917 гг. - владелец художественного издательства «Палитра» в Петрограде. С 1918 г. проживал в Черевково, занимался живописью и фотографией, изготавливал почтовые открытки с фоторепродукциями картин известных художников и своих произведений для продажи в Черевково, Красноборске, Архангельске.
Картины Онуфриева и почтовые открытки  его работы хранятся в Красноборском историко-мемориальном и художественном музее им. С.И. Тупицына, в Новодвинском музее православной культуры.